# Friedrich Schmonsees
Friedrich Schmonsees (* 16. Juni 1896; † unbekannt) war ein deutscher Kaufmann und nationalsozialistischer Funktionär, der ab 1937 das Reichspropagandaamt im Gau Ost-Hannover in Lüneburg leitete.
Er war als Kaufmann tätig und trat in die NSDAP ein. Hier wurde er Kreisleiter für Blumenthal und Osterholz-Scharmbeck. Als 1937 in Lüneburg das Reichspropagandaamt aus der Landesstelle Ost-Hannover des Reichspropagandaministeriums gebildet wurde, übernahm er dessen Leitung. Zuvor war er seit 1935 bereits Landeskulturwalter im Auftrag des Reichskultursenats.
Erfolglos vorgeschlagen wurde Schmonsees auf der Liste des Führers zur Wahl des Großdeutschen Reichstages am 10. April 1938.